# Saurenchelys
Saurenchelys (Peters, 1864) è un genere di pesci ossei marini appartenenti alla famiglia Nettastomatidae.

## Distribuzione e habitat
Questo genere è cosmopolita, S. cancrivora è segnalato nel mar Mediterraneo ma sull'autenticità di questa segnalazione permangono forti dubbi.
La maggior parte delle specie è abissale ma non mancano le specie che si trovano a qualche decina o centinaio di metri di profondità.

## Descrizione
S. cancrivora è la specie più grande e raggiunge 65 cm di lunghezza.

## Tassonomia
Il genere comprende 10 specie:
- Saurenchelys cancrivora
- Saurenchelys cognita
- Saurenchelys elongata
- Saurenchelys fierasfer
- Saurenchelys finitima
- Saurenchelys halimyon
- Saurenchelys lateromaculata
- Saurenchelys meteori
- Saurenchelys stylura
- Saurenchelys taiwanensis